# Gabinet Merkel I

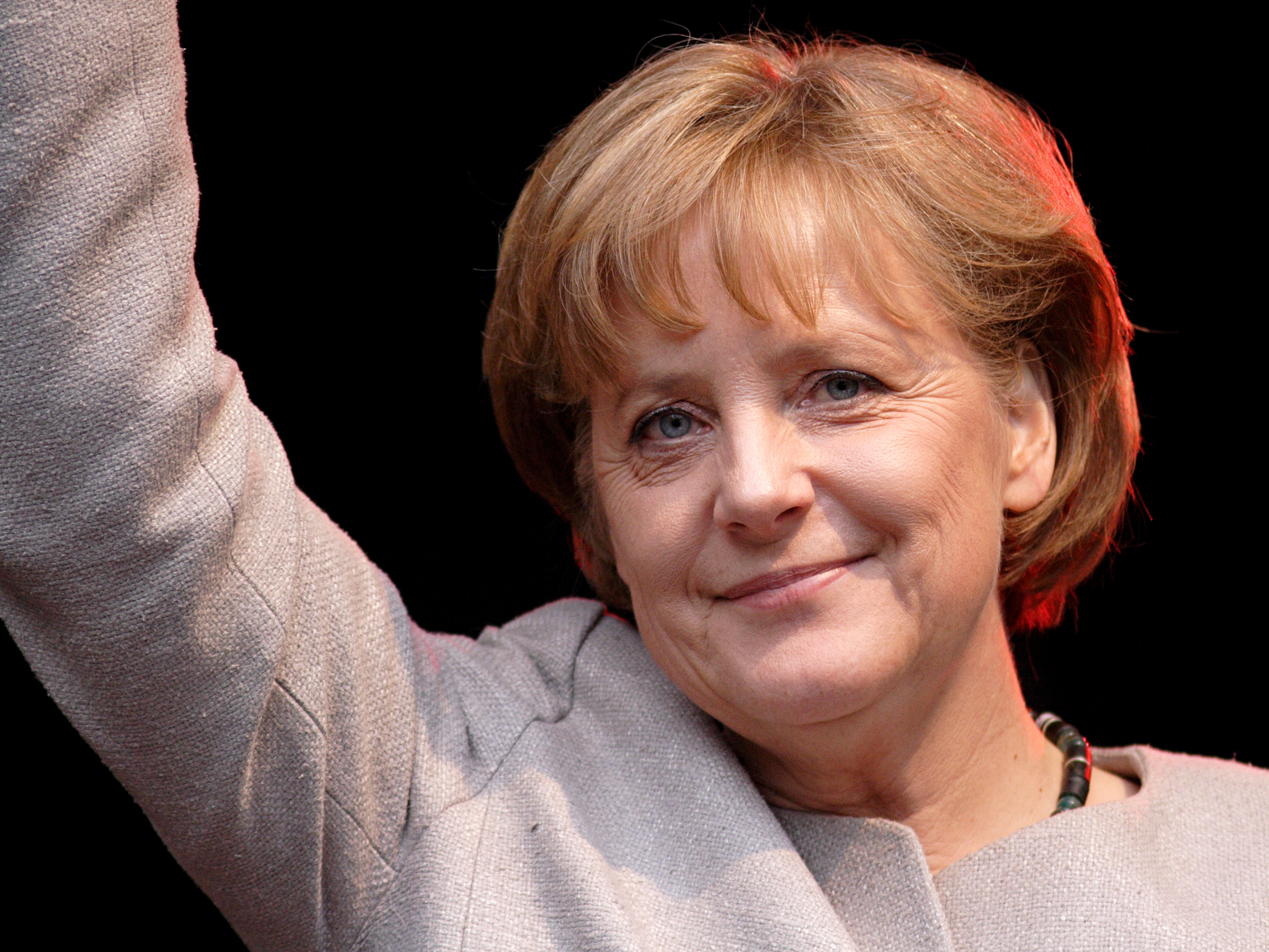
Angela Merkel, la Cancellera

El Gabinet Merkel o Gabinet d'Angela Merkel fou el gabinet de ministres del govern alemany, la Cancellera fou Angela Merkel de la CDU, des del 22 de novembre de 2005 fins al 28 d'octubre de 2009. Fou un govern de triple coalició: els democristians de la Unió Demòcrata Cristiana d'Alemanya (CDU) i els de la Unió Social Cristiana de Baviera (CSU) i els socialdemòcrates del Partit Socialdemòcrata Alemany (SPD).
Abans d'aquest gabinet de ministres hi havia el Gabinet Schröder II (SPD i B90/DG), el govern que el va succeir fou el Gabinet Merkel II (CDU, CSU i FDP).

## Composició
| XVI Legislatura (18-10-2005/27-10-2009) |
| Cancellera: Angela Merkel (CDU)         |

| Ministeri Federal                                              | Titulars                                       | Titulars                                       | Titulars                                       | Titulars                                          | Titulars             |
| -------------------------------------------------------------- | ---------------------------------------------- | ---------------------------------------------- | ---------------------------------------------- | ------------------------------------------------- | -------------------- |
| Ministeri Federal                                              | 22 de novembre de 2005                         | 21 de novembre de 2007                         | 31 d'octubre de 2008                           | 10 de febrer de 2009                              | 10 de febrer de 2009 |
| Vicecanceller, Treball i Afers Socials                         | Franz Müntefering (SPD) fins a 21.11.07        |                                                |                                                |                                                   |                      |
| Vicecanceller i Afers Exteriors                                |                                                | Frank-Walter Steinmeier (SPD) des del 21.11.07 | Frank-Walter Steinmeier (SPD) des del 21.11.07 | Frank-Walter Steinmeier (SPD) des del 21.11.07    |                      |
| Treball i Afers Socials                                        |                                                | Olaf Scholz (SPD) des del 21.11.07             | Olaf Scholz (SPD) des del 21.11.07             | Olaf Scholz (SPD) des del 21.11.07                |                      |
| Afers Exteriors                                                | Frank-Walter Steinmeier (SPD) fins al 21.11.07 |                                                |                                                |                                                   |                      |
| Medi Ambient, Conservació de la Naturalesa i Seguretat Nuclear | Sigmar Gabriel (SPD)                           | Sigmar Gabriel (SPD)                           | Sigmar Gabriel (SPD)                           | Sigmar Gabriel (SPD)                              |                      |
| Economia i Tecnologia                                          | Michael Glos (CSU) fins al 10.02.09            | Michael Glos (CSU) fins al 10.02.09            | Michael Glos (CSU) fins al 10.02.09            | Karl-Theodor zu Guttenberg (CSU) des del 10.02.09 |                      |
| Defensa                                                        | Franz Josef Jung (CDU)                         | Franz Josef Jung (CDU)                         | Franz Josef Jung (CDU)                         | Franz Josef Jung (CDU)                            |                      |
| Afers Familiars, Gent Gran, Dones i Joventut                   | Ursula von der Leyen (CDU)                     | Ursula von der Leyen (CDU)                     | Ursula von der Leyen (CDU)                     | Ursula von der Leyen (CDU)                        |                      |
| Afers Especials i Cap de la Cancelleria                        | Thomas de Maizière (CDU)                       | Thomas de Maizière (CDU)                       | Thomas de Maizière (CDU)                       | Thomas de Maizière (CDU)                          |                      |
| Interior                                                       | Wolfgang Schäuble (CDU)                        | Wolfgang Schäuble (CDU)                        | Wolfgang Schäuble (CDU)                        | Wolfgang Schäuble (CDU)                           |                      |
| Educació i Recerca                                             | Annette Schavan (CDU)                          | Annette Schavan (CDU)                          | Annette Schavan (CDU)                          | Annette Schavan (CDU)                             |                      |
| Salut                                                          | Ulla Schmidt (SPD)                             | Ulla Schmidt (SPD)                             | Ulla Schmidt (SPD)                             | Ulla Schmidt (SPD)                                |                      |
| Alimentació, Agricultura i Protecció del Consumidor            | Horst Seehofer (CSU) fins al 31.10.08          | Horst Seehofer (CSU) fins al 31.10.08          | Ilse Aigner (CSU) des del 31.10.08             | Ilse Aigner (CSU) des del 31.10.08                |                      |
| Finances                                                       | Peer Steinbrück (SPD)                          | Peer Steinbrück (SPD)                          | Peer Steinbrück (SPD)                          | Peer Steinbrück (SPD)                             |                      |
| Transport, Construccions i Afers Urbans                        | Wolfgang Tiefensee (SPD)                       | Wolfgang Tiefensee (SPD)                       | Wolfgang Tiefensee (SPD)                       | Wolfgang Tiefensee (SPD)                          |                      |
| Cooperació Econòmica i Desenvolupament                         | Heidemarie Wieczorek-Zeul (SPD)                | Heidemarie Wieczorek-Zeul (SPD)                | Heidemarie Wieczorek-Zeul (SPD)                | Heidemarie Wieczorek-Zeul (SPD)                   |                      |
| Justícia                                                       | Brigitte Zypries (SPD)                         | Brigitte Zypries (SPD)                         | Brigitte Zypries (SPD)                         | Brigitte Zypries (SPD)                            |                      |

El 22 de novembre de 2005 també Angela Merkel va tenir el suport parlamentari: Sí 397 vots, No 217 vots.